# Антуфьев, Евгений
Евге́ний Анту́фьев (род. 1986) — современный российский художник, автор объектов и инсталляций, куратор. Занимает второе место в ТОП 100 молодых художников России в 2017 году. В 2017—2020 годах вошел в Российский инвестиционный художественный рейтинг 49ART, представляющий выдающихся современных художников в возрасте до 50 лет.

## Биография
Родился в 1986 году в Кызыле (Тувинская АССР). В 2009 году окончил Институт проблем современного искусства (Москва). Творческая карьера художника началась с персональной выставки «Объекты защиты», которая прошла на площадке поддержки молодого искусства СТАРТ в конце 2008 — начале 2009 года (Центр современного искусства Винзавод, Москва). На дебютной выставке были сформулированы основной творческий метод и главная тема художника: работая, с нетипичными, «органическими» материалами (кость, волосы, зубы, кожа и т. п.) Антуфьев размышляет о бессмертии формы и трансформации содержания, визуально апеллируя к шаманским практикам родной Тувы и другим архаичным культурам.
В 2009 году принял участие в групповых выставках в Москве и Санкт-Петербурге: «Рукоделие» (галерея «Проун», Москва), «Пространство тишины» («Красное Знамя», Санкт-Петербург), в Санкт-Петербурге прошла вторая персональная выставка «Мифы моего детства» (галерея «Глобус», лофт-проект «Этажи»). В этом же году дебютный проект Антуфьева («Объекты защиты») победил в номинации «Молодой художник. Проект года» Премии Кандинского. Получив признание, активно работал в Москве, руководство ЦСК Винзавод безвозмездно выделило художнику мастерскую на своей территории, а инсталляция Антуфьева «Кости» открыла проект галереи-витрины «White gallery» Антона Белова (ЦСИ Винзавод, 2010).
В 2011 году в Новом Музее в Нью-Йорке (США) состоялась групповая выставка «Остальгия», представленные на ней работы Антуфьева заинтересовали бизнесмена и коллекционера Луиджо Марамотти. По приглашению Марамотти художник посещает Италию, а в 2013 году в Collezione Maramotti (Реджио Эмилия, Италия) проходит масштабная персональная выставка Антуфьева «Двенадцать, дерево, дельфин, нож, чаша, маска, кристалл, кость и мрамор — слияние. Исследование материалов». Выставка частично была реконструирована в 2014 году в Москве в Мультимедиа Арт Музее в рамках специальной программы VI Московской биеннале современного искусства. В 2015-16 гг. персональные выставки Антуфьева прошли в Москве и Риме: «Бессмертие навсегда» (2015, ММСИ, Москва), «Семь подземных королей или краткая история тени» (2015, галерея Риджина, Москва), «Слияние и поглощение», (2015, z2o gallery, Рим), «Хрупкие вещи» (2016, Pechersky Gallery, ЦСИ Винзавод, Москва).
В 2016 году Евгений Антуфьев стал участником основного проекта престижной европейской биеннале современного искусства Манифеста-11 (Цюрих, Швейцария).
В рейтинге, составленном и опубликованном интернет-ресурсом Артгид, Антуфьев возглавил топ-20 самых влиятельных художников в российском искусстве 2016 года.
Помимо индивидуального творчества занимается организационно-кураторской работой: с 2012 года руководит программой поддержки молодых художников Музея Гараж. В 2014 году Антуфьев выступил куратором проекта «11», подготовленного в рамках платформы Project Space в Музее «Гараж», где были показаны работы первых 11 обладателей стипендии.
В 2016-м стал единственным представителем России на Европейской биеннале современного искусства Manifesta-11 в Цюрихе и Manifesta-12 в Палермо.
Работы Антуфьева находятся во многих частных и публичных коллекциях, включая Tate Modern (Лондон, Великобритания), Centre Pompidou (Париж, Франция), Collezione Maramotti (Реджио Эмилия, Италия), Музей современного искусства «M HKA» (Антверпен, Бельгия), Мультимедиа Арт Музей (Москва, Россия).
В 2018—2019 годах прошёл цикл выставок «Когда искусство становится частью ландшафта». Третья часть цикла, которая состоялась в Мультимедиа Арт Музее в Москве, представляет собой диалог с классиком советского неофициального искусства — Дмитрием Краснопевцевым.
В 2019 работы Антуфьева участвовали в выставке в Фонде современного искусства Cartier (Париж, Франция).
На сегодняшний день у Евгения Антуфьева прошло более 25 персональных выставок.
Живёт и работает в Москве и Подмосковье.

## Избранные персональные выставки
- 2021 — Dead Nations: Eternal version. Национальный музей Вилла Джулиа, Рим, Италия
- 2019 — Dead Nations: Golden Age Version, Церковь Сан-Джузеппе делле Скальце, Неаполь, Италия
- 2019 — Dead Nation: Short Version. Emalin Offsite, Нью-Йорк, США
- 2018 — Когда искусство становится частью ландшафта. Часть III. Мультимедиа Арт Музей, Москва, Россия
- 2018 — Когда искусство становится частью ландшафта, Часть II. Музей-Мастерская С. Т. Коненкова, Москва, Россия
- 2018 — Когда искусство становится частью ландшафта, Часть I. Региональный археологический музей Антонио Салинаса, Палермо, Италия
- 2017 — Organic resistance: body and knife — crossing the border. Mostyn, Уэльс, Англия
- 2017 — Бессмертие навсегда: комната Анны Павловой и Льва Толстого. Музей M HKA, Антверпен, Бельгия
- 2017 — Wild card 6: The War and Peace Project. Глава VIII, музей Штраухоф, Цюрих, Швейцария
- 2017 — With a copper mask in one hand and a vase full of secrets in the other, my body will rest in a sarcophagus guarded by twelve specially trained monsters. Emalin, Лондон, Англия
- 2016 — Хрупкие вещи. Pechersky Gallery, ЦСИ Винзавод, Москва
- 2016 — Вечный сад. Манифеста-11, Вассеркирхе, Цюрих
- 2015 — Бессмертие навсегда. Московский Музей Современного Искусства, Москва
- 2015 — Семь подземных королей или краткая история тени. Regina Gallery, Москва
- 2015 — Слияние и поглощение. Z2o gallery, Рим
- 2014 — Двенадцать, дерево, дельфин, нож, чаша, маска, кристалл, кость и мрамор — слияние. Исследование материалов. Мультимедиа Арт Музей, Москва
- 2013 — Двенадцать, дерево, дельфин, нож, чаша, маска, кристалл, кость и мрамор — слияние. Исследование материалов. Collezione Maramotti[15],Реджио Эмилия, Италия
- 2012 — Исследование материала: поглощение. Regina Gallery, Москва
- 2011 — Сияние (совместно с Иваном Оюном). Gallery White, Москва
- 2010 — Кости. Gallery White, Москва
- 2010 — Крылья ужаса. Галерея «Navicula Artis», Санкт-Петербург
- 2009 — Мифы моего детства. Лофт Проект ЭТАЖИ, галерея Глобус, Санкт-Петербург
- 2008 — Объекты защиты. Площадка «Старт», Винзавод, Москва

## Избранные коллективные выставки
- 2021 — Мертвые народы. Версия Рестлинг. Я моторы гондолы разбираю на части. ГЭС-2, Москва, Россия
- 2021 — 2021 Triennial: Soft Water Hard Stone. New Museum, Нью-Йорк
- 2020 — Sharing Our Dreaming Room. Z2o Sara Zanin Gallery, Рим
- 2020 — Traces. Medieval Civic Museum, Больнья, Италия
- 2019 — Rehang: Archives. Галерея Collezione Maramotti. Реджо-Эмилия, Италия
- 2019 — 5-я Уральская Индустриальная Биеннале «Бессмертие», Екатеринбург, Россия
- 2019 — Metamorphosis. Art in Europe Now, Фонд современного искусства Cartier, Париж, Франция
- 2017 — Карт-бланш. Опыты нечеловеческого гостеприимства, Московский музей современного искусства, Москва, Россия
- 2017 — Триеннале современного российского искусства, Музей современного искусства"Гараж", Москва, Россия
- 2016 — Манифеста 11, Helmhaus, Цюрих, Швейцария
- 2016 — Cabaret Kultura With V-A-C Live, Performance at Whitechapel Gallery, Лондон, Великобритания
- 2012 — «Garden of Eden», Palais de Tokyo, Париж.
- 2011 — «Остальгия». «Новый музей современного искусства», Нью-Йорк.
- 2009 — «Рукоделие». Галерея «Проун», Москва.